# Albańska Partia Pracy
Albańska Partia Pracy, APP (alb. Partia e Punës së Shqipërisë, PPSh) – albańska partia komunistyczna działająca w latach 1948–1991.

## Historia
Partia powstała na bazie utworzonej w 1941 roku Komunistycznej Partii Albanii. Od 1948 roku działała pod nazwą Albańskiej Partii Pracy. Sceptyczna wobec procesu destalinizacji. W 1960 roku zerwała relacje z Komunistyczną Partią Związku Radzieckiego i większością partii komunistycznych. Do 1978 roku zajmowała pozycje ideologicznie bliskie Komunistycznej Partii Chin. Po śmierci Mao Zedonga w 1976 roku PPSh przestało współpracować z komunistami chińskimi, oskarżając ich o zbytnie otwarcie na Stany Zjednoczone. Do 1985 roku na jej czele stał Enver Hoxha. W 1991 roku zdystansowała się od dorobku Hodży i przekształciła się w Socjalistyczną Partię Albanii. Monopol władzy utraciła na skutek wyborów parlamentarnych w 1992 roku. Organem prasowym partii był dziennik „Zëri i Popullit”.